# 三井物産マシンテック
三井物産マシンテック株式会社（みついぶっさんマシンテック）は、三井物産によって設立された工作機械専門商社。

## 沿革
- 1968年 - 三井物産工作機械株式会社が設立[1]
- 1997年 - 三井物産工作機械株式会社と三井物産機械販売株式会社が合併し、三井物産マシナリー株式会社が設立[1]
- 2003年 - 三井物産マシナリー株式会社の工作機械部門が分離・独立し、株式会社エムエムケーが設立[1]
- 2008年 - 三井物産マシンテック株式会社に社名変更[1]